# 노무현의 죽음과 장례

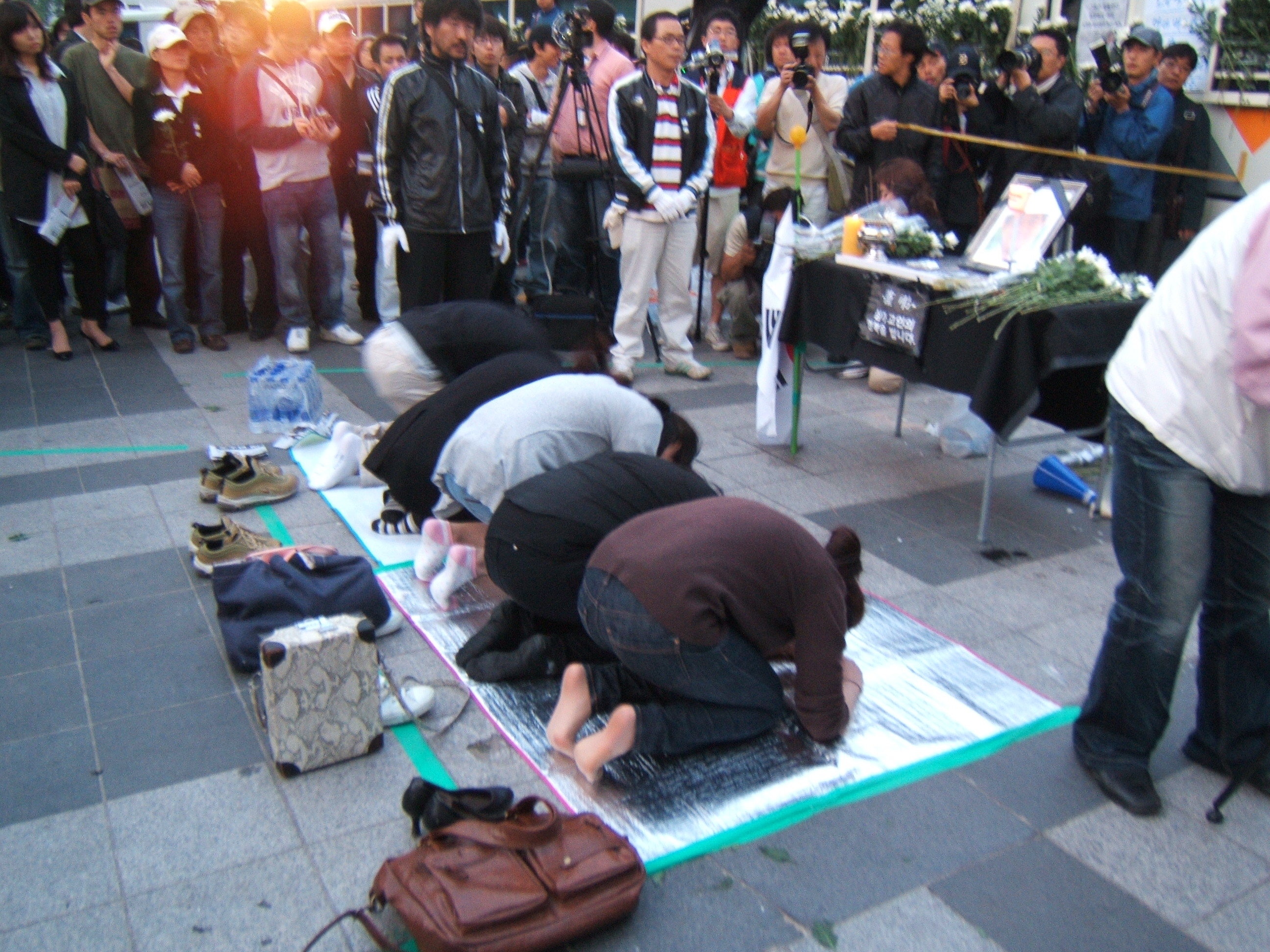
서울 덕수궁 대한문 앞에서 열린 추도식

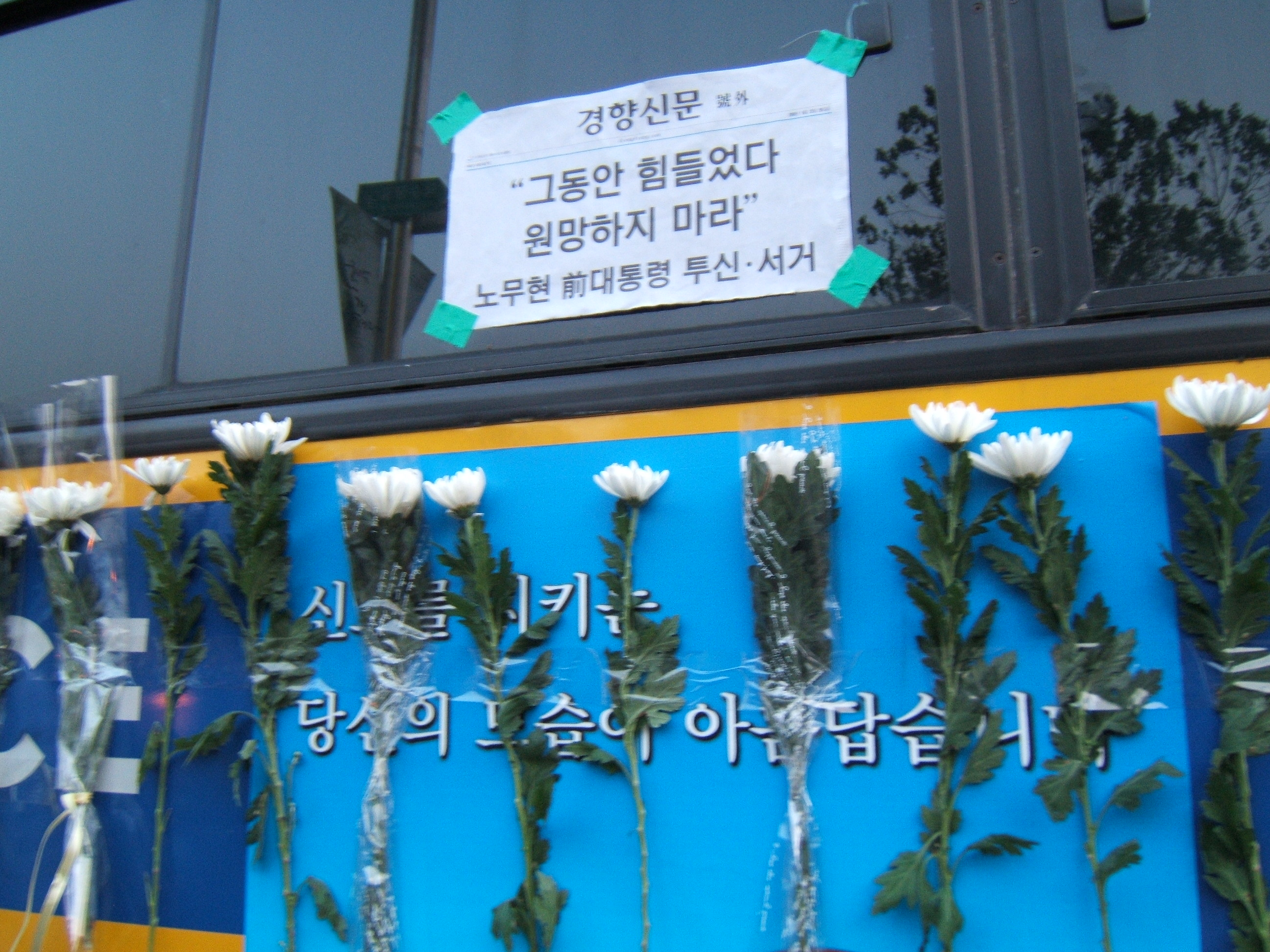
길을 봉쇄하고 있는 경찰 버스에 붙여 있는 국화와 경향신문 호외

노무현의 죽음과 장례는 2009년 5월 23일, 노무현 전 대통령이 부엉이 바위에서 투신한 사건이다.

#### 전개
5월 23일 11시 양산 부산대학교 병원 측은 노무현 전 대통령 사망의 직접 원인은 두부외상으로 판단된다고 말했다. 공식 발표에 의하면 23일 8시 13분 경 인공호흡을 시행하며 양산부산대병원 응급센터로 이송됐다. "도착 당시 의식과 자발 호흡이 없었으며, 심전도 모니터 상 박동이 없었다"라고 백승완 원장은 밝혔다. 백 원장은 "두개골 골절 등이 관찰됐으며 두부의 외상이 직접 사망원인으로 판단되고 늑골골절, 척추골절 등 다발성 골절도 관찰됐다"라고 말했다.
경남지방경찰청장은 "노무현은 수행 중이던 경호원 이병춘을 인근 정토사로 심부름을 보낸 후 자리를 비운 사이에 투신한 것으로 추정된다"라고 밝혔다. 그러나 경호원은 자책감 때문에 노무현이 "담배 있나? 저기 사람이 지나가네"라고 한 후 뛰어내렸다고 거짓 진술을 하기도 하였다. 하지만 이병춘이 진술을 번복하고, 경호관 사이에 있었던 휴대 전화 교신 기록이 발견되면서 이 같은 사실이 밝혀졌다. 경호관이 초기 수사에서 사망 당시 곁에 있지 않았다는 사실을 감추고 진술을 계속 번복한 것에 대해 경찰은 "경호 실패에 대한 문책을 두려워한 때문으로 보인다"고 설명했다. 노무현이 정확하게 언제 투신했는지는 알 수 없다. 사후 인터넷을 통해 일부 네티즌이 타살설과 유서 조작설 등 음모론을 언급하자 노무현의 유족과 측근은 이에 대해 불편한 기색을 드러냈다.
경찰은 노무현 전 대통령이 오전 8시50분께 사망한 것으로 밝혀진 가운데, 사망 원인이 '투신 자살'로 최종 확인했다. 노무현 전 대통령은 오전 6시 40분께 경호원과 함께 간단한 복장으로 사저 인근 뒷산으로 등산하던 중 10분 뒤 벼랑에 떨어져 크게 다쳤다. 노 전 대통령은 7시 인근 김해 세영 병원과 양산 부산대 병원(오전 8시10분)으로 호송됐으나 이미 상태가 다발성 골절로 소생할 수 없는 상황이어서 사망했다. 경찰은 노무현 대통령의 사망 원인을 실족사에 무게를 두고 조사했으나 집을 나설 당시 평소와 달리 권양숙 여사, 보좌관 등 측근에게 알리지 않고 경호원만을 대동한 점, 뒷산의 경사가 완만하다는 점 등을 종합해 투신 자살로 최종 공식 확인했다.
문재인 전 청와대 비서실장은 노무현 전 대통령의 사망 원인과 관련, 유서를 남겼다고 밝힘에 따라 자살 가능성이 거의 확실시 되고 있다. 문 전 실장은 기자들과 만나 "노 전 대통령은 봉하마을 뒷산에서 뛰어내렸다"면서 "가족 앞으로 유서를 남겼다"라고 확인했다. 김경수 비서관도 노 전 대통령이 유서를 남겼다고 밝혔다.
노무현이 5월 22일 검찰 소환 조사를 응하면서 '정치적 자살'을 선택했다고 평가했다. 또한 그가 극단적인 선택을 한 것은 결벽증에 가까운 정치적 자산이자 무기인 '도덕성'이 상처를 입고, 검찰의 수사 내용이 실시간으로 중계되면서 견디기 힘들 정도로 인간적인 모욕을 당했기 때문이면서 이와 함께 노무현은 자신으로 인해 자신들의 참모와 가족들까지 고초를 당하고 있는 것이 대해 부담을 느낀 것으로 보인다고 평가했다. 그의 극단적인 선택은 전직 대통령의 오욕과 비운의 역사를 끊어내려는 몸부림으로 해석할 수 있다면서 정권이 바뀌면 전 정권에 대한 '먼지털이식' 수사가 반복되는 현대사의 비극이라는 평도 있으며 '정치적 타살'이라는 비판도 있다.

## 각계 반응 및 애도
이명박 대통령은 "참으로 믿기 어렵고 비통한 일"이라고 애도의 뜻을 표하고 "전직 대통령에 대한 예우에 어긋남이 없도록 정중하게 모시라"라고 지시했다. 정계나 학계, 시민단체는 보수와 진보를 가리지 않고 잇따라 공식 논평을 발표하고 애도의 뜻을 나타냈다. 서울에서는 네티즌과 시민들이 서울 도심에 분향소를 마련해 추모의 발길이 이어졌다.
후진타오 중화인민공화국 주석은 조문에서 "노 전 대통령은 나의 오래된 친구"라며 "재임 기간에 중국과 한국의 전면적 협력 동반자 관계 수립 및 발전을 위해 중요한 기여를 했다"라고 밝혔다. 원자바오 총리는 애도하면서 노무현의 대(對)중국 관계의 중시, 노무현의 솔직함과 성실함이 깊은 인상을 받았다며 한중 관계의 전면적 발전 추진을 위해 기울인 공헌을 기억하겠다는 소회를 덧붙였다. 미국의 버락 오바마 대통령은 긴급 애도 성명을 발표하였다. 이 성명에서 노무현 재임 기간에 한국과 미국 간의 '강력하고 활기찬'(strong and vital) 관계를 형성하는 데 기여했다며 애도의 뜻을 전했다. 아소 다로 일본 총리는 외상 시절 노 전 대통령을 만났던 기억을 떠올리며 애도했다. 영국의 엘리자베스 2세 여왕도 청와대에 애도 조문을 보내어, "지난 2004년 노 전 대통령의 영국 공식 방문은 한·영 양국 관계 증진에 중요한 이정표였다"라고 전했다. 반기문 국제 연합 사무총장은 사망 관련 성명을 발표하고 애도의 뜻을 표명하면서, "노 전 대통령은 민주주의 촉진을 위해 여러 가지 노력을 기울였다"라고 노 전 대통령을 칭송했다. 고든 브라운 영국 총리 역시 애도의 뜻을 전했다.

## 유서
아래는 그가 투신 자살하기 전에 남긴 것으로 보이는 유서 전문이다. 이 유서는 사저의 컴퓨터에 "나로 말미암아 여러 사람의 고통이 너무 크다"라는 제목의 한/글 파일로 저장되어 있었다고 한다. 김경수 비서관에 따르면 이 유서 파일이 저장된 시간은 투신 1시간 19분 전인 오전 5시 21분이었다고 밝혔다. 한편 이 유서에는 돈 문제와 관련된 일부분이 누락되었다는 주장도 있으나 경찰은 조작설을 일축했다. 연합뉴스는 "유서 조작 의혹은 노 전 대통령의 측근이 유서에 담긴 내용이라며 전한 이야기를 일부 매체가 제대로 확인하지 않고 보도하면서 비롯된 혼선 때문이었던 것으로 확인되고 있다"면서 "삭제됐다고 주장하는 내용이 경찰의 공식 발표 이전에 일부 매체들이 보도한 내용과 거의 동일하기 때문이다"라며 평했다.
| “ | 너무 많은 사람들에게 신세를 졌다. 나로 말미암아 여러 사람이 받은 고통이 너무 크다. 앞으로 받을 고통도 헤아릴 수가 없다. 여생도 남에게 짐이 될 일 밖에 없다. 건강이 좋지 않아서 아무것도 할 수가 없다. 책을 읽을 수도 글을 쓸 수도 없다. 너무 슬퍼하지 마라. 삶과 죽음이 모두 자연의 한 조각 아니겠는가? 미안해하지 마라. 누구도 원망하지 마라. 운명이다. 화장해라. 그리고 집 가까운 곳에 아주 작은 비석 하나만 남겨라. 오래된 생각이다. | ” |

## 언론 책임론 공방
그의 사망은 또한 '언론 책임론'을 불러 일으켰다. 검찰의 몰아붙이기식 수사도 문제였지만, 이를 "받아쓰기"하듯이 그대로 전달하거나, 한발 앞서 검찰 수사의 방향까지 제시한 언론 은 여론 조사에서 "노 전 대통령의 사망에 언론의 책임이 크다"는 쓴소리를 들어야 했다. 또한 천정배 의원은 "노무현 전 대통령의 서거는 권력기관의 사유화와 보수언론의 탐욕이 만들어낸 재앙이다"라고 말하여 검찰과 함께 보수 언론에게 책임이 있음을 강조하였다.
보수 신문은 "일부 세력은 신문과 방송이 노 전 대통령의 혐의를 중계하듯 보도해 억울한 죽음으로 몰고 갔다"라고 주장하지만, 2009년 9월 17일 판결이 나오자 "이번 판결을 보더라도 노 전 대통령이 근거 없는 모함을 당한 것은 아니다"라고 단정했다. 또 "언론이 신속 정확한 보도를 위해 노력하는 것은 당연하다"라며 자신들을 비롯한 언론이 검찰의 모욕 주기 수사·흘리기 수사를 받아쓰고, '아니면 말고' 식의 보도를 했던 것을 정당화했다.
한겨레는 보수지의 노무현과 관련된 보도를 "비판 대신 증오, 죽은 권력 물어뜯기"라고 평가하며 사망의 책임이 보수 언론에 있다고 주장했다. 동아일보는 "한겨레, 경향신문 만평도 달라져"란 제목의 기사에선 검찰 수사가 한창이던 때 진보 신문이 박연차 태광실업 회장과 노무현을 비판하고 희화화해 이전의 우호적 분위기를 찾아볼 수 없을 정도였지만, 사망 전후 확연히 다른 보도 행태를 보였다며 '일관성이 없다'고 비판했다.
한겨레신문에서 조사한 여론 조사에서 누가 가장 큰 책임이 있는지에 대한 여론 조사 결과 "56.3%는 검찰, 49.1%는 언론을 꼽았다"라고 보도했다. 이에 빅뉴스는 한겨레 여론 조사는 응답 1순위에서 노 전 대통령 자신(27.9%)을 꼽은 응답이 가장 많았는데도 여론 조사 항목을 자의적으로 배치하고 1,2,3순위를 합산하여 결과를 왜곡했다며 비난했다.
이렇듯 언론 책임론이 나오자 신문들은 즉각 보수·진보 양쪽으로 헤쳐 모여서 상대편의 책임이 더 크며, 상대편의 사망 전·후 보도 행태가 완전히 상반된다는 식의 공격을 퍼붓기 시작했다.

## 장례
노무현의 서거일 이틀 후인 2009년 5월 25일에 위원회가 결성된 뒤, 5월 29일까지 거행되었다. 당초 유족들은 가족장을 추진하였으나 전직 대통령에 대한 예우와 전 국민적인 추모열기로 국민장으로 치러졌다.
노무현의 영결식은 국민장으로 치러져 전국적으로 500만(봉하 마을 장례 위원회 추산)이 넘는 인파가 각지에 시민들이 마련한 분향소에 조문을 했다. 봉하 마을을 찾은 조문객의 수는 100만으로 사망 직후부터 전국에 분향소가 설치되기 시작하여 총 301곳 이 설치되었다. 일주일간의 추도 기간 동안 인터넷 포털, 언론사, 기업의 로고는 검은색으로 바뀐 추도배너가 내걸렸고, 대다수의 방송사 오락 프로그램의 방송이 결방 하였으며, 지지 세력들이 이웃처럼 느껴지던 서민 출신 전 대통령의 안타까운 자결에 충격과 슬픔과 정부가 그를 죽음으로 내몰았다는 생각에 따른 분노가 함께 표출되었고, 여론 조사에서도 60%가 넘는 사람들이 이명박과 검찰의 책임이라고 응답하였다. 한편으로는 위법 행위에 대해 끝까지 책임을 지지 않고 자살을 택한 것에 대해 전직 대통령으로서의 도리가 아니라는 비판이 제기되며, 한나라당에서는 추모 열기가 정치적으로 이용되는 것을 우려하는 목소리도 나왔다.

2009년 5월 29일, 故노무현 영결식에 참석한 시민들.

덕수궁 앞 대한문 앞에 마련된 장례 기간 동안 시민 분향소에서는 2킬로미터가 넘는 장례 행렬이 밤새 이어졌다. 임시 분향소가 차려진 서울 덕수궁 대한문 일대에 경찰이 출입을 통제하고, 시청 앞 서울 광장을 원천 봉쇄하여 전의경 버스가 시민들의 추모발길을 막는 등 노무현 전 대통령에 대한 조문행렬을 잠재적 폭력 시위대로 간주하고 있다는 비판이 있다. 정부는 "애석하고 비통하다"라고 조의를 표할 때와 말과 행동이 다르다며 진정성과 이중성에 대한 비판이 있다. 이처럼 정부가 국민장으로 치르기로 결정하고도 서울 광장과 청계 광장의 민간 분향소 설치를 막으면서 ‘과잉 통제’ 논란이 일었다. 정부와 경찰 측은 장례식 참석자들의 돌출 행동으로 인한 폭력 사태가 우려되어 부득이한 통제였다고 주장하였다. 이렇게 노무현 수사에 대한 책임론이 대두되고, 과잉 통제 논란이 지속되는 상황에서 이명박 정부에 대한 국정 운영 지지율이 이명박이 집권한 이후 가장 낮은 20%대까지 폭락하였다.
이날 영결식에 직접 참석하지는 않았지만 앞서 세계 150여 해외 공관에 설치된 분향소에도 각국 주요 인사가 추모 행렬에 동참했다. 미국 백악관의 제임스 존스 국가안보 보좌관과 성 김 대북 특사가 분향소가 차려진 주미 한국 대사관을 찾아 조문했다. 힐러리 클린턴 국무장관이 미국 정부를 대표해 조문했다. 아소 다로 일본 총리와 하토야마 유키오 민주당 대표, 나카소네 야스히로, 고이즈미 준이치로 전 총리 등 일본 정·관계 주요 인사들이 주일 한국 대사관으로 찾아가 분향했다. 중국의 후진타오 주석과 원자바오 총리는 노무현의 사망을 애도하는 메시지를 장례위원회에 보냈다.
영결식은 장례는 국민장으로 엄수되었으며 시신은 봉하 마을에서 새벽 5시에 출발, 5월 29일 오전 11시 서울 경복궁 흥례문 앞뜰에서 가족, 정부, 종교단체 인사들이 참석한 가운데 치러졌다.
일본에서는 후쿠다 야스오 전 총리, 미국은 스티븐스 주한 대사를 단장으로 알렉스 아비주 국무성 동아태 부차관보, 마이클 그린 국가 안보회의(NSC) 선임보좌관, 빅터차 전 NSC 보좌관이 영결식에 참석했다.

### 빈소 및 분향소 설치
5월 23일 서거한 노무현 제16대 대통령의 시신은 당일 오후 6시 30분 봉하마을 마을회관으로 옮겨져 빈소가 마련되었다. 임시 분향소에서 5월 23일 오후 10시부터 조문객을 맞았으며, 이튿날 마을회관 앞 광장에 공식 분향소가 세워졌다. 노무현 전 대통령의 서거 소식이 전해진 뒤 곳곳에서 추모객이 몰려 들었으며 5월 29일 국민장 기간이 끝날 때까지 100만명 이상의 추모객이 봉하마을 분향소를 방문하였다.
정부에서 세운 공식 분향소는 서울역사박물관을 비롯해 102개소에 마련되었으며 총 조문인원은 5월 29일 18시까지 98만 5331명에 달하였다.
시민들이 자발적으로 세운 분향소는 대한문 앞을 비롯해 알려진 것만 150여곳에 달하였다. 5월 29일 새벽까지 조문객은 500만여명에 달하였다.

### 장의위원회 구성
정부는 5월 23일 관계 국무위원 간담회를 개최해 국민장을 거행하기로 뜻을 모았고, 5월 24일 국무총리 주재로 임시 국무위원회의를 개최하여 국민장 거행을 의결하였다. 장의위원장은 관례에 따라 국무총리인 한승수가 선정되기로 하였으나 유가족 측이 공동위원장을 제의, 5월 25일 현직 국무총리 한승수와 전 국무총리 한명숙이 선정되었다. 장의위원은 전·현직 고위공무원, 사회지도층 인사, 유족이 추천한 친지 및 친분이 있는 인사 총 1,383명으로 구성되어 역대 최대 규모이다. 이와 함께 정부는 5월 27일 국민장 영결식을 5월 29일 경복궁 흥례문 앞 뜰에서 거행하기로 공고하였다.

### 추도사
한명숙 전 총리의 추도사와 김대중 전 대통령의 추도사가 영결식 동안 진행되었다.

### 발인
2009년 5월 29일 오전, 많은 주민들과 지지자들의 애도 속에서 운구차량이 출발하였다. 주민들과 지지자들은 고 노무현 전 대통령을 대표하는 색깔인 노란 풍선과 종이 비행기를 운구차량에 날렸다. 주민들의 슬픔을 뒤로하고 고속도로를 5시간을 달려 경복궁 영결식장에 도착하였다.

### 화장
노무현의 시신은 당초 예정보다 약 2시간여 늦게 경기도 수원 연화장에 도착해 화장되었다. 화장 후 수습된 유골은 고향인 경남 김해 봉화산의 정토원에 49재가 끝나고 매장되기 전까지 안치되었다. 당초 작은 비석을 세워달라고 유언하였으며, 한때 국립묘지 안장 여론이 제기되기도 하였으나 바로 고인돌 형태의 묘소에 납골당 형태로 안장되었다.

### 경찰의 분향소 강제 철거 논란
경찰은 덕수궁 분향소에 조문가는 일반 시민들이 촛불을 켜 들고 이동하는 것을 '(사전에 신고되지 않은 불법) 시위로 발전할 우려가 있다'면서 제지하기도 하여 시민들의 지탄을 받았다. 또한 한편 시민분향소 주변을 시청 앞 서울광장을 전경 및 의경 버스로 둘러 막아 이곳에서의 추모 행사를 원천봉쇄하는 등 노무현 전 대통령에 대한 조문행렬을 잠재적 폭력시위대로 간주하여 시민들과 충돌을 벌이기도 했다.

### 국민행동본부의 분향소 파괴와 영정 강탈(절도)
6월 24일 오전 5시 30~40분경 국민행동 본부 50여명이 비공식 분향소를 파괴 및 강제철거하고 영정사진을 강탈(절도)했다. 국민행동본부는 고엽제 전우회와 함께 분향소를 철거했다고 밝혔다. 서정갑 본부장은 연합뉴스와의 전화통화에서 불법 시설물을 치운 것이라 잘못이 없다는 입장을 밝히고, 경찰이 이를 방치한 것은 직무유기라고 주장했다. 시민분향소 운영진은 오전 10시 30분 기자회견을 열어 분향소 파괴 및 철거와 영정 강탈을 규탄했으며, 49재가 끝나는 날까지 분향소를 운영할 것이라고 밝혔다. 서울특별시 중구청은 직원 30여명을 동원해 오후 2시 20분부터 50여분간 파괴된 분향소 잔해를 철거하였으며, 이 과정에서 시민 5명이 연행되었다. 그리고 이날 오후 8시 30분쯤 분향소 철거에 항의하는 시민들 28명이 연행되었다. 경찰은 분향소 파괴 관련자를 수사하겠다고 밝히고 서정갑을 불구속 입건했다. 한편 분향소를 파괴한 애국기동단 측은 경찰의 조사를 받은 뒤 표창장을 받아야 한다고 주장했다. 국민행동본부 등이 절도한 영정은 당일 오후 서울역 광장에서 열린 북핵도발 총궐기대회에서 서정갑의 연설도중 등장하였으며, 이후 영정은 택배편으로 봉하마을에 보내졌다. 서정갑은 한겨레21과의 인터뷰에서 '쓰레기를 청소한 것'이라는 입장을 밝히며 '공권력이 완수하지 못한 것을 우리가 한 것'이라고 주장했다. 또한 분향소 철거를 위해 사전답사를 하고 파트별 임무를 부여하는 등 계획적으로 추진하였다는 사실도 밝혔다.

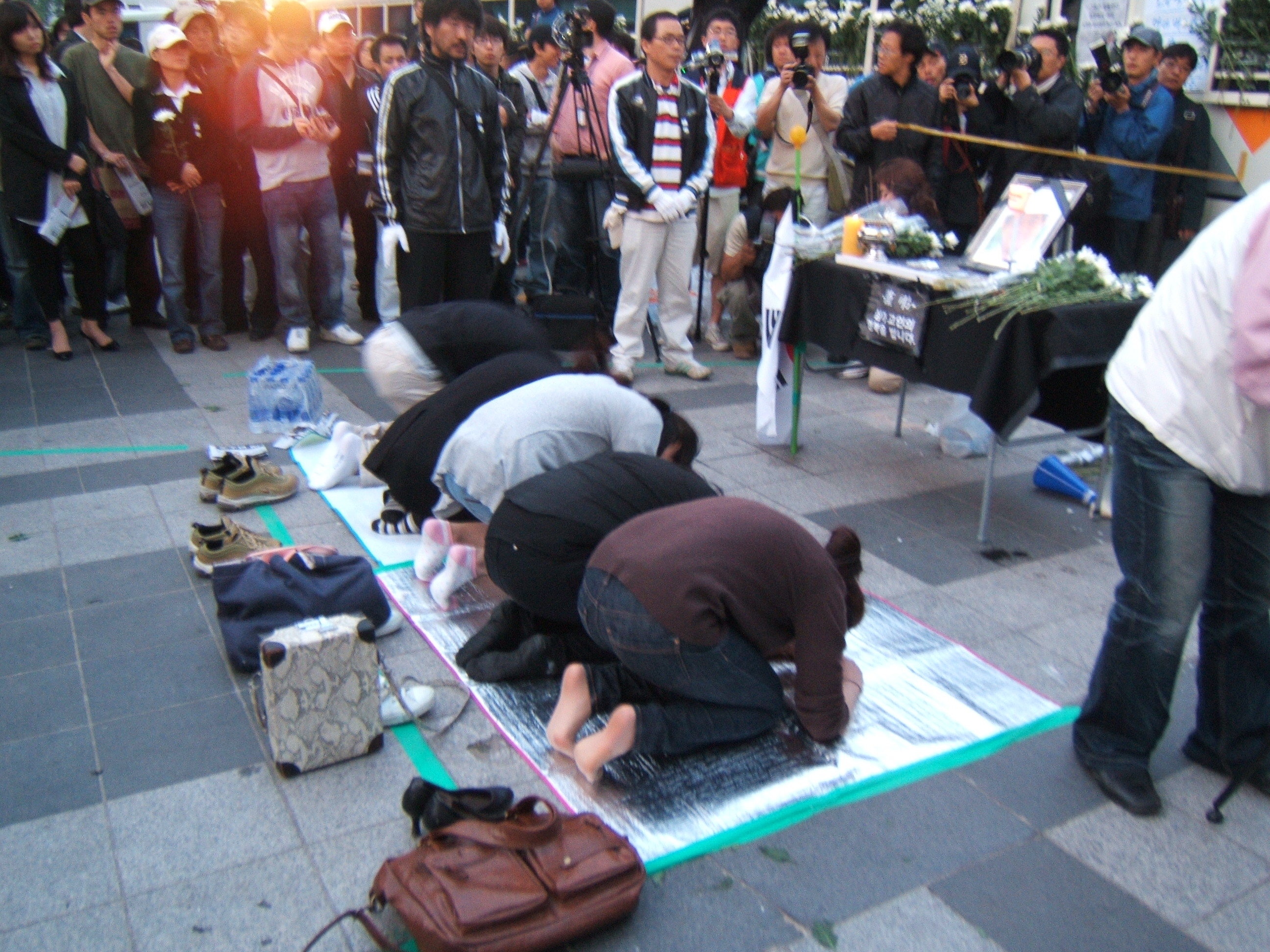
대한문 시민 분향소에서 고 노무현 전 대통령을 추모하는 시민들

## 사후
2009년 9월 23일 《사람사는세상 노무현재단》(약칭 노무현재단)이 출범했다.
2009년 9월 24일 노무현의 생가가 복원과 함께 일반인에게 공개됐다.
2009년 10월 1일 노무현의 회고록인 《성공과 좌절》은 출간한 지 열흘 만에 베스트셀러로 판매량 1위를 기록하기도 했다.
2009년 12월 2일 전국 7개 도시의 대학생을 대상으로 "멘토로 삼고 싶은 대통령"에 대한 설문조사에 41.1%로 노무현이 1위를 기록했다. 서울 41.4%, 경기도 39.5%, 경상도 41.5%, 전라도 36.7%, 충청도 47.2%, 강원도 30%, 제주도 45%로 전국적으로 고른 인기를 얻었다. 또한 '2009년 대한민국을 대표하는 인물'에는 12%로 2위를 기록했다. 2009년 12월 19일 중국의 반관영 통신사인 중국 신문사가 선정한 《2009년 세계 10대 뉴스인물》 중 노무현이 3위에 선정됐다. 선정한 이유로 "그의 자살 사건은 한국 정치에 깊은 생각거리를 남겼다"라면서 "노 전 대통령은 많은 공헌을 남긴 평민정치가였지만 재임 기간의 공적, 특히 햇볕정책에 대해서는 평가가 크게 엇갈린다"라고 전했다. 2010년 1월 1일 G세대 505명을 대상으로 한 《지난 100년간 우리나라에서 훌륭한 인물》 조사에서 1위를 기록했다.

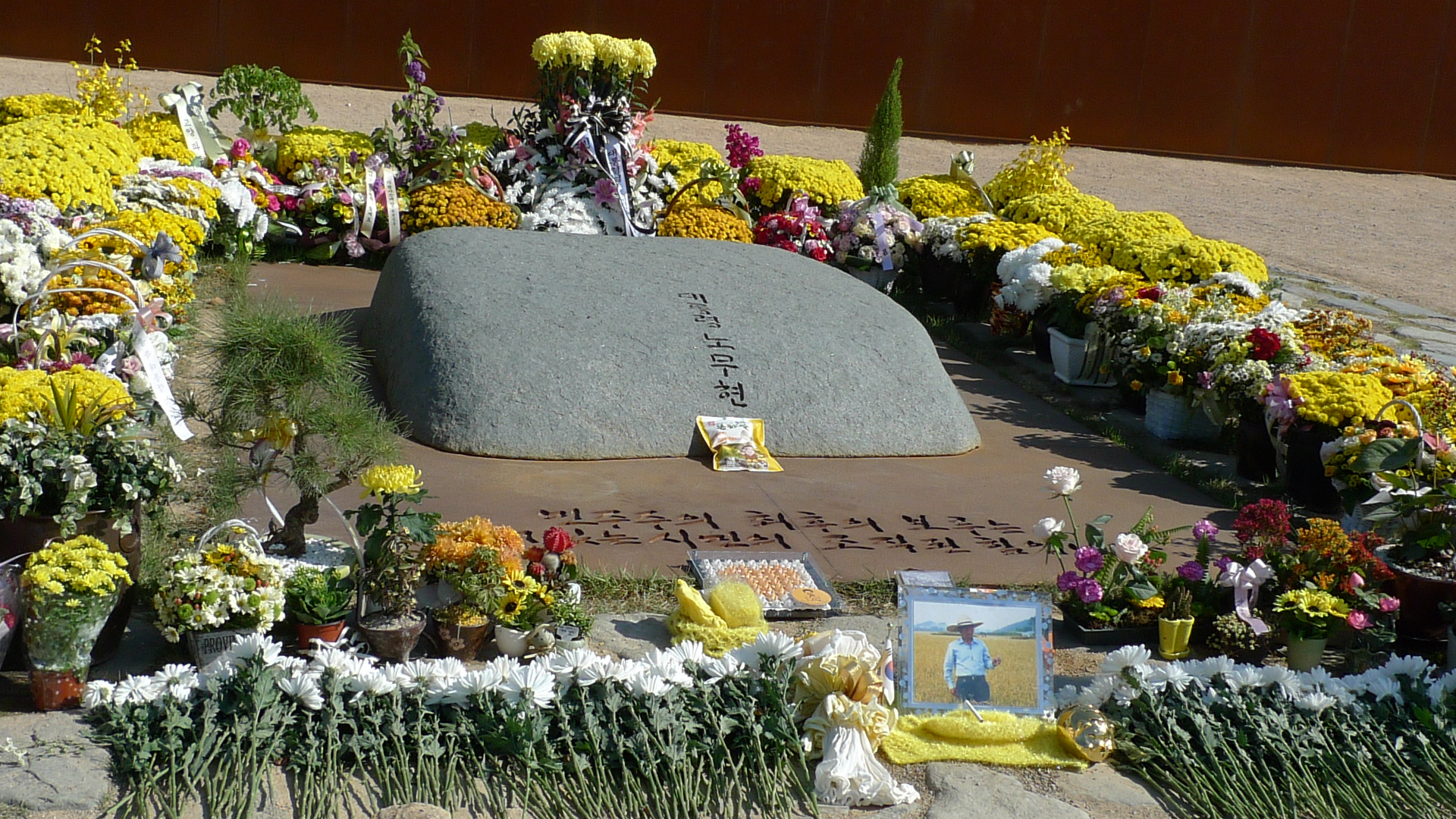
고(故) 노무현 전 대통령의 묘소

2010년 5월 23일 노무현 사망 1주기를 맞아 광주, 대구, 대전, 창원, 인천, 대전, 충남 등 전국 각지에서 추모행사가 열렸다. 김제동이 사회를 보기도 했으며, 봉하마을에 7만명, 서울에도 2만 5천명의 추모객들의 발길이 이어졌다. 또한 2010년 6월 2일에는 전국 제5회 전국동시지방선거가 있는 날인데 노무현 추모 열기로 인해 지지율 하락을 걱정하던 한나라당의 이른바 '천안함 사건 대응 문건'에는 "노풍(노무현 바람)이 확산되지 않도록 재빨리 세간의 관심을 다른 이슈로 전환시키기 위한 정책이슈개발 등이 필요하다"는 내용이 공개되기도 하였다.

### 노무현 묘소 배설물 투척 문제
2010년 11월 14일 오후 1시경 봉하마을 노무현 묘소에 인분이 투척되는 사건이 발생했다. 62세의 정모씨는 노무현 묘소에 인분을 투척하고 유인물 22장을 살포하였는데 그가 뿌린 유인물은 노무현 그대 무덤에 똥물을 부으며"라는 제목으로, "전교조·전공노·민주노총 같은 좌파세력들이 생성되도록 도와 청소년들의 정신을 세뇌시키고, 국가 정체성을 혼돈에 빠뜨렸으며, 국민을 불안하게 했다"는 내용이었다. 정모씨는 인분 투척후 현장에서 바로 경찰에 붙잡혔으며 경찰 진술에서 "고 노무현 전 대통령이 재직 중 좌익세력이 판을 치는 데 대해 불만을 품고 범행을 계획했다" 고 밝혔다. 한편 경찰은 정모씨의 단독범행으로 결론 짓고 재물손괴 등의 혐의로 입건하고, 인분이 투척된 봉분을 세척 조치했다. 이에 대해 민주당 차영 대변인은 "믿기지 않는 이번 사건에 대해 민주당은 국민과 함께 분노하며 유감의 뜻을 밝힌다. 아울러 경찰은 철저한 수사를 통해 사건의 전말을 밝혀야 하고, 만약 배후가 있다면 철저히 가려내 엄벌해야 할 것"이라고 밝혔으며, 소설가 이외수는 자신의 트위터에서 "이런 사람들일수록 국격 자주 들먹거리면서 애국자 행세를 한다. 단세포적인 구토유발자들"이라고 맹비난했다. 한나라당 안상수 대표도 "이번 불상사는 깊이 개탄할 수 밖에 없는 상황"이라며 "법에 따라 엄정처리해야 한다"고 주장했다.
2016년 7월 21일에도 노무현 묘소에 소변이 투척되는 사건이 발생했다. 41세의 최모씨는 노무현 묘역에서 "노무현 대통령이 한 게 무엇이 있느냐"며 500ml 페트병 2통에 담긴 소변을 너럭바위 위로 뿌리고, 묘역에서 경비를 서던 의무경찰이 제지를 하자 들고 있던 페트병으로 의경을 폭행하였다. 경찰은 최씨를 재물손괴, 사체모욕, 공무집행방해 등의 혐의로 구속하였다. 계속되는 배설물 투척 사건에 대해 묘역을 관리하는 노무현재단 측은 경비와 시설 강화는 노무현 생전의 뜻과 배치되기 때문에 현실적으로 어려운 문제라고 토로하였다.